# 浄運寺 (春日市)
浄運寺（じょううんじ）は、福岡県春日市の西部、下白水に所在する浄土真宗本願寺派の寺院である。

## アクセス
- JR博多南線博多南駅、または西鉄天神大牟田線大橋駅から西鉄バス「下白水」下車